# Кочубей Єлизавета Василівна
Єлизавета Кочубей (нар. 20 листопада 1821 — 11 лютого 1897) — композиторка-аматор з українського дворянського роду Кочубеїв. 

## Життєпис
Єлисавета Кочубей народилась в с. Ярославець Глухівського повіту у родовому маєтку, будучи однією з трьох доньок таємного радника Василя Кочубея і Варвари Рахманової (пом. 1845). Її сестри — Катерина (пізніше дружина Григорія Ґалаґана) і Олена.
13 листопада 1839 вийшла заміж за князя Льва Кочубея, сина князя Віктора Кочубея від шлюбу з Марією Васильчиковою. Весілля справили в маєтку нареченого, в Диканьці, в скромному сімейному колі.
У Диканьці подружжя прожило кілька років, займаючись господарством. У 1846 вони переїхали до Петербурга, де Єлисавета змогла зайняти вигідне положення. Вона часто бувала на придворних балах, і на малих балах великого князя Михайла Миколайовича, в товаристві трималася високо і танцювала майже завжди з членами царської родини.
Захоплювалася музикою і складала романси. Її романси «Я очі знав» на слова Ф. Тютчева, «Коли б він знав» і «Скажіть їй» на слова Є. Ростопчиної були дуже популярні в Російській імперії в 1850-80-их, останній часто виконував італієць Енріко Тамберлік в Санкт-Петербурзі.
За відгуками сучасника, княгиня Кочубей мала вічно надутий вираз обличчя. Між нею і чоловіком були явно холодні відносини, які підтверджувалися тим, що в Петербурзі вони з'являлися переважно нарізно. Чоловік звертався до неї урочисто мадам де Кочубей і був часто в роз'їздах, вона ж довго жила в Царському Селі.
Їхній шлюб був бездітним, але князь Кочубей мав позашлюбного сина. Останні роки Єлисавета Кочубей жила у Франції. У Ніцці почала будівництво розкішного особняка, який нині займає Музей образотворчих мистецтв. Померла там же від запалення легенів, похована на цвинтарі Кокад.

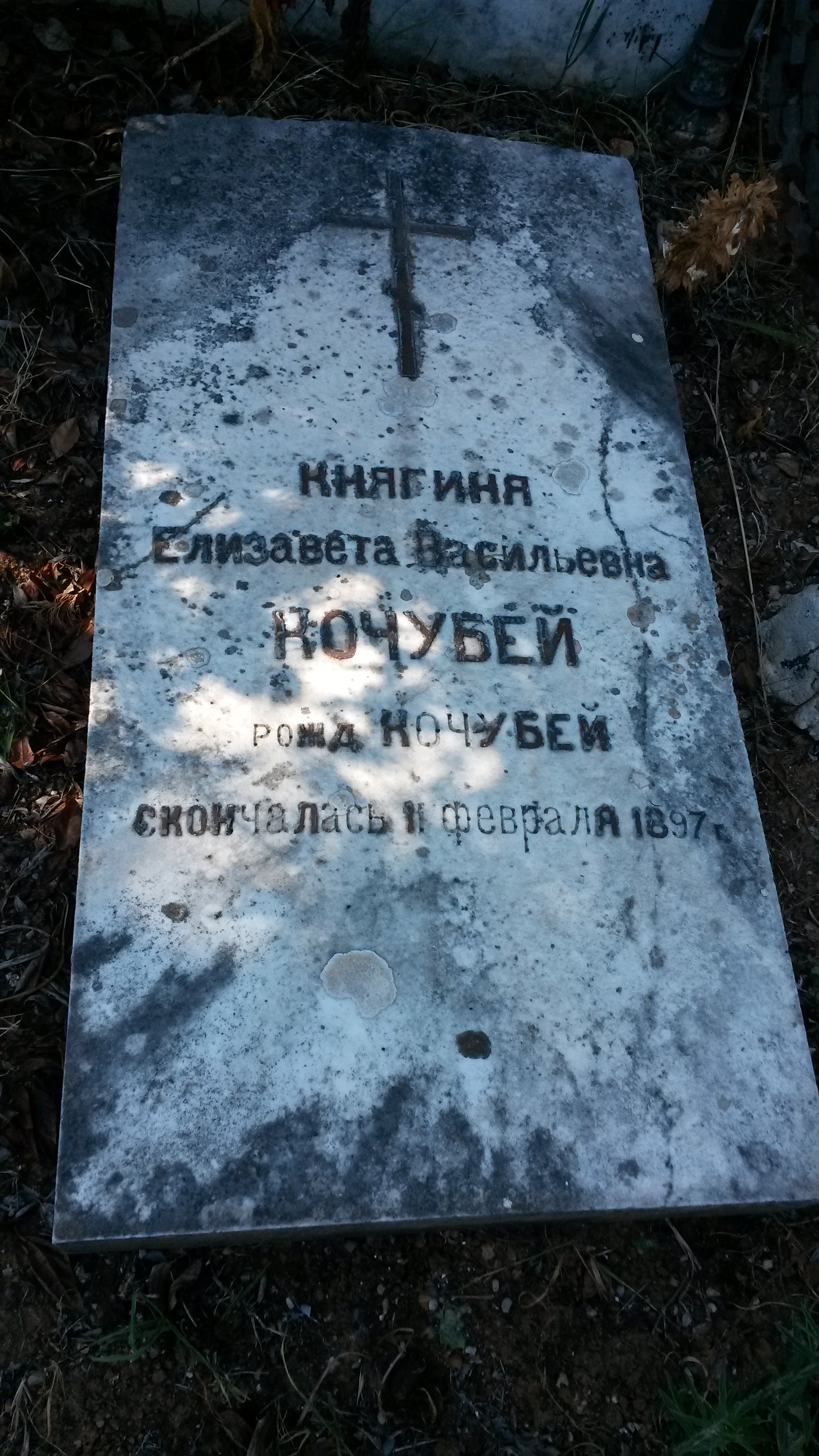
Могила Ялисовети Кочубей на Цвинтарі Кокад